# Donald Fontana
Pour les articles homonymes, voir Fontana.
Donald H. Fontana, dit Don Fontana, né le 1er janvier 1931 à Toronto et mort dans la même ville le 17 juillet 2015, est un joueur de tennis canadien.

## Biographie
Formé à l'Université de Californie à Los Angeles, Don Fontana a été l'un des meilleurs joueurs de tennis canadien entre 1957 et 1963, juste derrière son partenaire de double Robert Bédard.
Vainqueur du championnat du Canada en double en 1955, 1957 et 1959 avec Robert Bédard, il a joué une finale en simple en 1956 contre Noel Brown. Au niveau national, il remporte le championnat de l'Ontario en 1957, 1958 et 1960. Il représente son pays en Coupe Davis lors de 10 rencontres de 1955 à 1962, affrontant dans la compétition des champions tels que Lew Hoad, Roy Emerson, Ham Richardson et Barry MacKay.
En 1953, il joue avec Bédard un match de double contre la légende Bill Tilden à Hollywood, quelques jours avant que ce dernier décède. En 1955 et 1956, il part en tournée en Europe, disputant la première année trois demi-finales à Cannes, Nice et Beckenham. Il participe à Roland-Garros où il passe un tour et à Wimbledon où il est battu par Adrian Quist. L'année suivante, il joue principalement sur le gazon anglais et dispute une nouvelle fois le tournoi de Wimbledon où il s'incline au premier tour sur le Centre Court contre le futur champion Lew Hoad. En douze participations aux championnats des États-Unis, il parvient en huitième de finale en 1957.
Après sa carrière sportive, il a été capitaine de l'équipe du Canada de Coupe Davis entre 1974 et 1976, directeur de l'Open du Canada entre 1971 et 1978 et commentateur à la télévision.

## Palmarès

### Finale en simple messieurs
| No | Date | Nom et lieu du tournoi      | Catégorie | Surface | Vainqueur  | Score              |  |
| -- | ---- | --------------------------- | --------- | ------- | ---------- | ------------------ |  |
| 1  | 1956 | Tournoi de tennis du Canada |           | NC      | Noel Brown | 6-0, 2-6, 6-3, 6-3 |  |